# Sandslån
Sandslån is een plaats in de gemeente Kramfors in het landschap Ångermanland en de provincie Västernorrlands län in Zweden. De plaats heeft 290 inwoners (2005) en een oppervlakte van 111 hectare. De plaats ligt aan de rivier de Ångermanälven.

## Verkeer en vervoer
Bij de plaats lopen de Länsväg 333 en Länsväg 334.